# Donji Detlak
Donji Detlak je naseljeno mjesto u sastavu Grada Dervente, Republika Srpska, BiH. 

## Stanovništvo
| Donji Detlak       |              |
| Godina popisa      | 1991.        |
| Srbi               | 427 (99,30%) |
| Hrvati             | 2 (0,47%)    |
| Jugoslaveni        | 0            |
| Muslimani          | 0            |
| ostali i nepoznato | 1 (0,23%)    |
| ukupno             | 430          |